# Enoplotrupes sinensis
Enoplotrupes sinensis là một loài bọ cánh cứng trong họ Geotrupidae. Loài này được Lucas miêu tả khoa học năm 1869.